# Peter Quendler
Peter Quendler (* 22. März 1936 in St. Andrä, Kärnten; † 5. November 2011 in Klagenfurt) war ein österreichischer Entwicklungshelfer, der vor allem durch sein mehrjähriges Engagement bei der Caritas Österreich bekannt wurde.

## Leben
Nach Abschluss der Volks- und Hauptschule in St. Andrä absolvierte er die Landwirtschaftliche Schule in Schloss Thürn und machte anschließend eine Forstausbildung in Ossiach.
1956 begann er seine Anstellung im Ordinariat, wo er 25 Jahre bei Bischof Joseph Köstner arbeitete.
Bei dem Erdbeben in Friaul (1976) kam er in Kontakt mit der Caritas und begann als ehrenamtlicher Helfer mitzuwirken.
1987 wechselte er vom Ordinariat zu einer Anstellung bei der Caritas, wo er eine Vielzahl an Projekten in der dritten Welt und in Osteuropa betreute. Sein Aufgabengebiet umfasste Auslandsarbeit, Bildungsarbeit, das Erholungsreferat und den Aufbau der Pfarrcaritas. Seit 1992 war er Koordinator der Aktion Nachbar in Not.
Ende 1997 ging Peter Quendler in Pension, er engagierte sich aber weiterhin bei der Auslandshilfe und dem Erholungsreferat der Caritas.

## Wirken

### Afrika
- seit 1983: Betreuung des Projekts der Müllmenschen am Rand von Kairo.
- seit 1989: Entwicklungshilfeprojekt der Landwirtschafts- und Handwerksschule in Karthum, Sudan.
- seit 1990: Errichtung von drei Kindergärten, zwei Grundschulen und einer Sozialstation in Uganda.
- seit 1993: Errichtung eines Ausbildungszentrums für Frauen, einer Maismühle und Anschaffung eines Traktors im Homeland von Südafrika.
- seit 1995: Errichtung einer Tischler- und Mechanikerlehrwerkstätte und eines Gebäudes für die Schweinezucht in Sansibar.
- Unterstützung von Hilfsaktionen in Äthiopien.

### Osteuropa
In Osteuropa konzentrierten sich die Aktionen größtenteils auf das Gebiet des ehemaligen Jugoslawiens.
- 1992–1997: Koordination der Aktion Nachbar in Not. In dieser Zeit wurden 3760 LKW an Hilfsgütern in Krisengebiete gebracht.
- Durch die Aktion „Ein Dach über dem Kopf“ wurden 2636 Häuser wieder bewohnbar gemacht und dies ermöglichte 13.740 Menschen wieder in ihre Häuser zurückzukehren.
- Errichtung von acht Beratungsstellen in Kroatien und Bosnien durch die Aktion „Frauen in Not“.
- Betreuung von Essen auf Rädern in einigen Orten von Bosnien und Herzegowina.
- Betreuung einer medizinischen Sozialstation in Sarajewo.
- Finanzielle Unterstützung der Europaschule in und eines Kindergartens bei Sarajewo.
- Errichtung einer Haushaltungsschule in Žepče.

Nach der Pensionierung:
- ab 1999 engagierte er sich bei der Kosovo-Hilfe in Albanien. Dabei koordinierte er Hilfstransporte für Flüchtlinge und errichtete ein Flüchtlingslager für 1.000 Flüchtlinge in Puke.
- 1999–2000: Versorgung von 6.000 Flüchtlingen bei der Rückkehr nach Albanien mit Lebensmitteln und Wiederherstellung von 134 Häusern.
- Errichtung eines Kindergartens und von Räumlichkeiten zur Ausbildung von kriegsgeschädigten Kindern in Priština.

## Auszeichnungen
- 2008 gemeinsam mit dem Weihbischof in Sarajevo, Pero Sudar, erhielt er für die Initiative „Europa-Schulen“ in Bosnien Quendler und Sudar in München den BMW Group Award für Interkulturelles Lernen.[2]
- Goldenes Ehrenzeichen für Verdienste um die Republik Österreich
- Kardinal-König-Preis[3]
- Großes Ehrenzeichen in Gold des Landes Kärnten[3]
- Goldener Orden des bosnischen Wappens[3]
- Auszeichnung des Viktimologischen Instituts in Zagreb[3]
- Cavaliere della Republica Italiana[3]
- Silvesterorden[3]
- Gregoriusorden[3]
- Alois-Mock-Europaring[3]
- 1998 Ehrenring der Stadt Villach